# La Peur du scalp
Pour plus de détails, voir Fiche technique et Distribution.
La Peur du scalp (titre original : The Half-Breed) est un film américain de Stuart Gilmore, sorti en 1952.

## Synopsis
Dan Craig, un ancien officier sudiste, arrive dans une petite ville d'Arizona. Il y découvre une guerre entre des Apaches et un ambitieux politicien. En effet celui-ci convoite l'or présent sur les terres des Peaux rouges…

## Fiche technique
- Titre français : La Peur du scalp
- Titre original : The Half-Breed
- Réalisation : Stuart Gilmore
- Scénario : Harold Shumate et Richard Wormser d'après une histoire de Robert Hardy Andrews
- Dialogues additionnels : Charles Hoffman
- Directeur de la photographie : William V. Skall technicolor
- Montage : Samuel E. Beetley
- Musique : Paul Sawtell
- Costumes : Michael Woulfe
- Production : Herman Schlom et Irving Starr (non crédité) pour RKO
- Genre : western
- Pays de production:  États-Unis
- Durée : 81 minutes
- Dates de sortie :
  - États-Unis : 4 mai 1952
  - France : 21 octobre 1953 (Marseille) ; 16 juillet 1954 (Paris)

## Distribution
- Robert Young (VF : Gérard Férat) : Dan (Jacques en VF) Craig
- Janis Carter (VF : Nelly Benedetti) : Helen Dowling (Dallas en VF)
- Jack Buetel (VF : Serge Lhorca) : Charlie Wolf (Charley le Loup en VF)
- Barton MacLane (VF : Jean Brochard) : le marshal Cassidy
- Reed Hadley (VF : Jacques Beauchey) : Frank Crawford
- Porter Hall (VF : Paul Villé) : Kraemer
- Connie Gilchrist (VF : Yvette Andréyor) : Ma (Marie en VF) Higgins
- Sammy White (VF : Jean Berton) : Willie Wayne
- Damian O'Flynn (VF : Maurice Dorléac) : le capitaine Jackson
- Frank Wilcox (VF : Jean Gournac) : Sands
- Judy Walsh : Nah Lin
- Tom Monroe (VF : Marcel Painvin) : Russell
- Chief Yowlachie (VF : Marcel Raine) : le chef apache
- Stuart Randall (VF : Jean-Henri Chambois) : Hawkfeather
- Lee MacGregor (VF : Jean Amadou) : le lieutenant Monroe
- John Merton (VF : René Lebrun) : le sergent messager
- Al Hill (VF : Jean Violette) : le barman
- Charles Delaney : un sergent
- Roland Ménard : le narrateur